# Jean-Pierre Dissard
Pour les articles homonymes, voir Dissard.
Jean-Pierre Dissard, né le 28 février 1863 à Fayet-Ronaye et mort le 25 février 1911 à Laval, est un religieux et écrivain catholique français.

## Biographie
Originaire d'une famille de cultivateurs aisés, il est ordonné prêtre au grand séminaire de Montferrand en 1886. Il est successivement maître d'études à l'institution Saint-Pierre-de-Courpière, puis vicaire à Olmet, Chateldon, Royat, puis enfin curé de Bergonne. Il devient en 1896 secrétaire personnel de l'évêque de Laval Pierre Geay.
C'est dans le diocèse de Clermont-Ferrand qu'il a fait la connaissance du député Jean François Edmond Guyot Dessaigne qui, quoique radical et anticlérical, fait célébrer la messe dans la chapelle privée annexée au domaine Le Marrand de Saint-Amant-Tallende. Les fonctions religieuses exercées par Dissard auprès de cette famille (il est aumônier et précepteur des enfants) lui apportent de solides soutiens dans les milieux politiques républicains. Il en fait profiter Geay, avec l'espoir de devenir à son tour évêque, il pose candidature dès 1897. 
L'abbé Dissard est d'un républicanisme affirmé et son caractère s’accommode mal de la discipline ecclésiastique. S'il sort vainqueur de son conflit personnel avec Henry Bolo, il a néanmoins des difficultés avec son évêque qui lui ferme la voie de l'épiscopat. Son histoire se confond alors avec celle du carmel de Laval, dirigée par Suzanne Foccart. Les rumeurs sur les liens entre l'évêché et le carmel passent de la rumeur locale aux articles de presse. Dissard est le premier visé : il aurait entretenu des relations clandestines avec la prieure. Il est aussi ami de Maud Gonne qu'il a rencontrée à Royat en 1891 à une réunion des amis du général Boulanger à La Belle Meunière. 
À la suite de plusieurs manœuvres, réusissant à obtenir titres et témoignages de sympathie, il est nommé par l'évêque de Laval, chanoine prébendé de la cathédrale de Laval, tout en perdant au même moment son poste de secrétaire particulier en mai 1899. Il devient chanoine d'honneur de l'église métropolitaine de Tours, nommé par Mgr René François Renou, archevêque de Tours, et enfin nommé par le Vatican prélat en 1904. Il reste dévoué au gouvernement républicain, auquel il remet en 1904 une note pour la sauvegarde du gallicanisme, dont il semble l'un des derniers défenseurs. Cette attitude est basée sur la conviction selon laquelle sa famille descend tout droit du chef suprême des druides. Décédé en 1911, il est rapatrié discrètement dans son diocèse de Clermont-Ferrand.
Le chanoine Dissard est à l'origine, en compagnie du docteur Coste, du faux ou délire archéologique sur le tumulus Dissard, situé à Fayet-Ronaye. Le tumulus porte le même nom que Dissard et abriterait les restes du chef suprême des druides Dissard, tué par Crassus pendant la guerre des Gaules, dont la famille Dissard prétendait descendre. Des recherches seront effectuées en 1902 sur le site. Elles seront l'objet de polémiques qui font référence à une motte féodale. Il s'agit pour Marc-Antoine Kaeser d'un « délire innocent » où Dissard, pour étayer sa découverte, effectue un journal très documenté de fouilles avec des artefacts variés.